# Ferdinando Gentile
Ferdinando Gentile, detto Nando (Caserta, 1º gennaio 1967), è un allenatore di pallacanestro ed ex cestista italiano.
È stato per molti anni simbolo e bandiera dell'intera città di Caserta, non solo di quella cestistica. Casertano, assieme all'ex compagno di squadra Vincenzo Esposito ha formato una coppia che ha portato la Juvecaserta alla vittoria del campionato italiano.

## Biografia
Si appassiona alla pallacanestro grazie al fratello maggiore Guido, che trasmette la passione per questo sport a tutta la famiglia. Sarà lui a spingere il fratello Nando a intraprendere la carriera cestistica e a coinvolgere anche la sorella minore Immacolata a giocare nella Serie A1.
L'amore per il basket si tramanda anche alla generazione successiva: i figli di Guido, Stefano e Roberto, così come quelli di Nando,Stefano e Alessandro,sono oggi nomi noti della pallacanestro italiana.
Nel marzo 2012 è stata pubblicata la sua biografia dal titolo L'uomo dell'ultimo tiro (edizioni Graf), scritta dal giornalista Sante Roperto.

## Carriera

### Giocatore

#### Club

##### Juvecaserta

Gentile, in azione per la Juvecaserta, marcato dal virtussino Roberto Brunamonti nella stagione 1986-1987

Cestisticamente parlando è figlio di Bogdan Tanjević, che lo fa esordire in Serie A2 a soli 15 anni con la Juvecaserta del presidente Giovanni Maggiò, nelle cui file gioca ininterrottamente per 11 anni. Si mise in luce, al grande pubblico, all'età di soli 16 anni, nel 1983, quando l'allora Indesit Caserta, neopromossa in Serie A1, andò a vincere sul campo dei campioni d'Europa in carica di Cantù, in diretta tv. Gentile disputò una grandissima partita di fronte ad un "mito" del basket come Pierluigi Marzorati e davanti agli occhi del telecronista, il grande Aldo Giordani, che stentava a credere che un ragazzino di soli 16 anni potesse giocare con tale sicurezza e chiedeva all'allora allenatore della nazionale, Sandro Gamba, che commentava con lui la partita, chi fosse quel giovane.
Sono anni magici per la formazione casertana, che arriva ben tre volte a giocare la finale per il titolo, e che culminano nel 1991, sotto la guida di Franco Marcelletti, con la conquista dello scudetto e di una Coppa Italia. Un piccolo fatto testimonia l'unità e l'armonia di quella formazione che superò se stessa: nelle fasi finali della quinta e decisiva partita contro l'Olimpia Milano, disputatasi nel capoluogo meneghino, a Vincenzo Esposito saltano i legamenti del ginocchio. Invece di recarsi negli spogliatoi, il giocatore rimane a bordo campo, in barella, con il ghiaccio sul ginocchio, ad incitare i compagni.

##### Le stagioni Stefanel: Trieste e Olimpia Milano
Finita l'epopea casertana, lascia la Campania per emigrare nella Trieste targata Stefanel, dove ritrova Tanjević e contribuisce all'ottima stagione della squadra giuliana, nella quale militavano giocatori del calibro di Dejan Bodiroga, Gregor Fučka e Alessandro De Pol. La stagione di Trieste si chiude solo in semifinale di fronte a Carlton Myers.
Con l'acquisizione dell'Olimpia Milano da parte di Bepi Stefanel, nel 1994 arriva all'Olimpia Milano di cui diventerà capitano. Dopo la sconfitta in 5 gare in semifinale contro la Virtus Bologna, nella stagione 1995-96 contribuisce a riportare il tricolore nella città meneghina a sette anni di distanza dall'ultimo titolo, dopo aver vinto anche la Coppa Italia. A inizio 1997 subisce un grave infortunio al ginocchio, che pone fine alla sua stagione e alle speranze di Milano di difendere il titolo e di vincere l'Eurolega. Rientra nella stagione successiva, che si conclude con l'eliminazione al primo turno da parte della Pallacanestro Reggiana guidata da Mike Mitchell.

##### Panathīnaïkos
È la volta poi del triennio greco, che rappresenta per la sua carriera il periodo della completa maturità. Alla corte del Panathinaikos, vince ben tre titoli greci e soprattutto un'Eurolega, alzata al cielo a spese del Maccabi Tel Aviv, nella finale disputatasi nella città greca di Salonicco.

##### Udine e Mens Sana Siena
Nel 2001 rientra in patria, entrando nel progetto ambizioso della Udine che ricostituisce la celeberrima coppia con Vincenzo Esposito. Ma le cose non vanno per il verso giusto e dopo 21 partite a 10,7 punti di media, lascia il capoluogo friulano alla seconda di ritorno, dopo due giornate di sciopero bianco (0 punti). Con lui parte anche Vincenzo Esposito. Nel novembre 2002 firma con la Siena ma il contratto viene risolto dopo appena un mese, dopo aver giocato proprio a Milano la sua miglior partita.
Nel gennaio 2002 firma con la Pallacanestro Reggiana in Legadue dove ritrova l'ex compagno di vittorie dell'epoca casertana Sandro Dell'Agnello: disputa le ultime 23 gare della stagione e raggiunge la finale contro Napoli, persa in gara 5 dove segna comunque 18 punti. Ma la sensazione è che il Gentile migliore sia rimasto in Grecia. Sensazione confermata alla fine della stagione, quando lascia il basket professionistico per intraprendere la carriera di allenatore, continuando a giocare per due stagioni in Serie B2 con la maglia dell'Artus Maddaloni. Si ritira nella primavera del 2005 all'età di 38 anni.

#### Nazionale
È stato convocato con l'Italia under 19 ai campionati mondiali di Bormio 1987, durante il quale ha guadagnato la medaglia di bronzo alle spalle della Jugoslavia e degli Stati Uniti.
Ha fatto parte della nazionale maggiore fino al 1996.

### Allenatore
Il 5 luglio 2006, è ingaggiato come capoallenatore dall'Andrea Costa Imola (Legadue), esperienza però finita con un esonero a stagione in corso, ma che ha presentato anche aspetti positivi, come il lancio in prima squadra di alcuni giovani del settore giovanile.
Ha il suo primo incarico importante come secondo di Jasmin Repeša alla Lottomatica Roma nella stagione 2008-09, salvo poi diventare capo allenatore dopo le dimissioni di quest'ultimo, avvenute il 9 dicembre 2008.
Dopo aver raggiunto le Top 16 di Eurolega, Gentile conduce la squadra anche alla qualificazione alla Coppa Italia.
L'11 dicembre 2009 si dimette dal ruolo di coach della Virtus Roma.
Dopo le giovanili di Milano, Gentile torna a guidare una prima squadra. Infatti nel giugno 2019 diventa Capo Allenatore della Juvecaserta in Serie A2, ovvero la squadra della sua città natale, dove egli ha giocato per ben undici anni durante la sua carriera da cestista.
Attualmente ricopre il ruolo di general manager per la ASD Juvecaserta Academy.

## Palmarès

### Giocatore

#### Club
- Campionato italiano: 2

Juvecaserta: 1990-91
Olimpia Milano: 1995-96
- Campionato greco: 3

Panathinaikos: 1998-99, 1999-2000, 2000-01
- Coppa Italia: 2

Juvecaserta: 1988
Olimpia Milano: 1996
- Coppa dei Campioni: 1

Panathinaikos: 1999-2000

#### Nazionale
- Mondiale Under-19

Bormio 1987:  Bronzo